# 村田宏雄
村田 宏雄（むらた ひろお、1919年(大正8年)4月9日 - 2002年(平成14年)11月）は、日本の社会心理学者。 東洋大学社会学部教授を経て、同大学名誉教授。

## 人物・来歴
大阪府生まれ。1943年東京帝国大学文学部社会学科卒業、最高裁判所事務官を経て、1959年東洋大学社会学部助教授、1962年教授、1989年定年退任、名誉教授、常磐大学教授。
1995年勲三等瑞宝章受勲。
妻のいとこに小林信彦がいる。

## 著書
- 『異常社会』大日本雄弁会講談社 ミリオン・ブックス、1956
- 『推理小説の謎』高文社、1956
- 『犯罪と探偵』河出新書、1956
- 『恋愛の盲点』高文社 ベストセラーズ双書、1956
- 『岐路にたつ子ら 危険期の心理』刀江書院、1958
- 『新・サラリーマン論』ダイヤモンド社、1958
- 『青少年犯罪の社会心理』刀江書院 1958
- 『SEXテスト あなたにマッチする異性』六興出版部、1959
- 『裁判科学』勁草書房、1959
- 『少年犯罪鑑識』全書捜査・鑑識の科学,日本評論新社、1960
- 『恋愛の条件 異性を得る法』青春出版社・新書、1961
- 『結婚の心理技法』青春出版社、1962
- 『性生活の技術と心理』桜桃社、1962
- 『成功術 逆をいく12のルール』ダイヤモンド社、1965
- 『パワー 人を思うままに動かす技術』日本生産性本部、1971
- 『出世における″実力″以外の研究 だからうまくいく59のポイント』ダイヤモンド社、1977
- 『オルグ学入門』勁草書房、1982
- 『パソコン情報処理学 調査・実験のためのBASIC』勁草書房、1984

### 共編著
- 『職場管理の心理と技術 経営者・監督者のための心理学』松井賚夫共著 誠信書房、1954
- 『十代の社会診断 娘ごころを分析する』阪本泉、村田昭敏共著 誠信書房、1955
- 『社会心理学』外林大作、遠藤辰雄共著 誠信書房、1955
- 『社会調査の技術』日高英行、松井賚夫、石毛長雄共著 誠信書房、1955
- 『事例調査法』土井正徳、山根清道共著 朝倉書店、1955
- 『人格の測定と診断』沢田慶輔、中西信男共著 誠信書房、1956
- 『社会調査の戦略と技術 市場調査・広告調査・行政能率調査の方法』編 誠信書房、1961
- 『市場操作の心理と技術 経営の人間戦略』大川信明共著 誠信書房、1962
- 『韓非子とマキアベリ』神子侃共編 百泉書房、現代人の古典叢書 1969
- 『社会調査』編 勁草書房、1981
- 『民主社会主義と日本文化』編 民主社会主義研究会議、民社研叢書 1981

### 翻訳
- 『孫子』北川衛、村山孚共訳 経営思潮研究会、1962

## 参考
- セブンネット